# Fórum das Américas
O Fórum das Américas é uma instituição independente, localizado na cidade de São Paulo, que tem como objetivo a discussão dos temas de interesse do continente americamo, como direitos humanos, democracia, integração regional e meio ambiente. Trata-se de um think tank fundado em 1978 pelo empresário Mario Garnero.
A proposta do Fórum das Américas é tornar-se uma instituição formadora de opinião, com foco no entendimento, fortalecimento e atualização da percepção e atuação do setor produtivo em relação à inserção internacional do Brasil, especificamente no que diz respeito às relações internacionais no âmbito continental.
Através da realização e promoção de eventos no formato de seminários, conferências nacionais e internacionais, da publicação de livros e da constituição de grupos de trabalho, o Fórum das Américas busca colocar em discussão os principais temas da agenda brasileira para o continente.